# Medasina plagaria
Medasina plagaria är en fjärilsart som beskrevs av Walker. Medasina plagaria ingår i släktet Medasina och familjen mätare. Inga underarter finns listade i Catalogue of Life.